# ジーン・シュー
ジーン・シュー (Gene Shue, 1931年12月18日 - 2022年4月4日) はアメリカ男子プロバスケットボールリーグNBAの元選手、指導者。出身地はメリーランド州ボルティモア、出身大学はメリーランド大学。現役時代はデトロイト・ピストンズのエースとして活躍し、"スピン・ムーブ"を編み出した選手と言われている。引退後はヘッドコーチとして長年采配を振り、2度最優秀コーチ賞を受賞した。

## 選手キャリア
ジーン・シューことユージーン・ウィリアム・シューはメリーランド大学卒業後、1954年のNBAドラフトでフィラデルフィア・ウォリアーズから全体3位指名を受けてNBA入りを果たした。シューの才能が開花されたのはニューヨーク・ニックスを経て、フォートウェイン・ピストンズ、後のデトロイト・ピストンズに移籍してからだった。ピストンズに移籍して4シーズン目の1959-60シーズンにはキャリアハイとなる22.8得点5.5リバウンドを記録している。ピストンズでは1961-62シーズンまでの6シーズンプレイし、以後再びニックスに戻り、そしてボルティモア・ブレッツ（後のワシントン・ウィザーズ）に移籍した1963-64シーズンを最後に現役から引退した。
NBA通算成績は10シーズン699試合の出場で、10,068得点2,855リバウンド、平均14.4得点4.1リバウンドだった。通算10,068得点はガードの選手としては当時のNBA記録だった（マジック・ジョンソンによって更新される）。

## コーチキャリア
シューのコーチキャリアは22年間に及び、うち13年をワシントン・ウィザーズ（当時はボルティモア・ブレッツ、ワシントン・ブレッツ）で指揮した。
シューは現役時代の最後を過ごしたボルティモア・ブレッツでのラストシーズンを選手兼ヘッドコーチとして過ごし、引退してからはヘッドコーチに専念した。当時低迷していたブレッツはシューが就任して3年目の1968-69シーズンには前季の36勝から57勝と大躍進を遂げ、シューは最優秀コーチ賞に選ばれた。1970-71シーズンにはファイナルに進出している。
1973-74シーズンからはフィラデルフィア・76ersのヘッドコーチに就任。シューは低迷期に入っていた76ersでも再建に成功し、ジュリアス・アービングを獲得した1976-77シーズンにはシューにとって2度目のファイナル進出を果たした。
その後2シーズンをサンディエゴ・クリッパーズで指揮し、1980-81シーズンからは再びワシントンに移転したブレッツで采配を振るようになり、翌1982年には2度目となる最優秀コーチ賞に選ばれている。コーチとしての最後の2シーズンはロサンゼルスに移転したクリッパーズで過ごした。
コーチ通算成績は22シーズン1,645試合、784勝861敗、勝率.477。プレーオフ進出は10回、ファイナル進出は2回だった。

## 主な受賞歴
- オールスター　1958年－1962年
- オールNBA1stチーム　1960年
- オールNBA2ndチーム　1961年
- 最優秀コーチ賞　1969年, 1982年